# Newcastle and Carlisle Railway
| Eisenbahnsignal in der Nähe vom Bahnhof Hexham |                      |                               |                               |
| Streckenlänge: | 93 km                |                               |                               |
| Spurweite: | 1435 mm (Normalspur) |                               |                               |
| Streckengeschwindigkeit: | 105 km/h             |                               |                               |
| |                      |                               |                               |
| \| \| \| \| \| \| \| 0,0[1] \| Newcastle Central \| Newcastle Central \| \| \| 0,2 \| Newcastle West Junction \| Newcastle West Junction \| \| \| \| Tyne (King Edward VII Bridge) \| \| \| \| \| East Coast Main Line \| \| \| \| 2,0 \| Dunston \| Dunston \| \| \| \| Elswick \| geschlossen 1967 \| \| \| \| Elswick Power Station \| geschlossen 1981 \| \| \| 5,5 \| Metro Centre \| Metro Centre \| \| \| \| Scotswood \| geschlossen 1967 \| \| \| \| Scotswood Junction \| \| \| \| \| Tyne (Scotswood Bridge) \| \| \| \| \| \| \| \| \| 6,5 \| Blaydon \| Blaydon \| \| \| \| Stella South Power Station \| geschlossen 1991 \| \| \| \| Ryton \| \| \| \| 13,6 \| Wylam \| Wylam \| \| \| \| West Wylam Junction \| \| \| \| 17,0 \| Prudhoe \| Prudhoe \| \| \| 21,1 \| Stocksfield \| Stocksfield \| \| \| 24,8 \| Riding Mill \| Riding Mill \| \| \| 28,5 \| Corbridge \| Corbridge \| \| \| 33,3 \| Hexham \| Hexham \| \| \| \| Border Counties Railway \| stillgelegt 1958 \| \| \| \| nach Allendale \| stillgelegt 1953 \| \| \| \| Fourstones \| \| \| \| 45,7 \| Haydon Bridge \| Haydon Bridge \| \| \| 52,1 \| Bardon Mill \| Bardon Mill \| \| \| \| Alston Line von Alston \| stillgelegt 1976 \| \| \| 59,9 \| Haltwhistle \| Haltwhistle \| \| \| \| Greenaed \| \| \| \| \| Gilsland \| \| \| \| 74,5 \| Low Row \| Low Row \| \| \| 79,3 \| Brampton \| Brampton \| \| \| \| \| \| \| \| \| Brampton Town \| geschlossen 1923 \| \| \| \| How Mill \| geschlossen 1959 \| \| \| 89,6 \| Wetheral \| Wetheral \| \| \| \| Scotby \| geschlossen 1959 \| \| \| \| von Settle \| \| \| \| \| Carlisle London Road \| geschlossen 1862 \| \| \| \| nach Maryport \| \| \| \| \| von Lancaster \| \| \| \| 97,0 \| Carlisle Citadel \| Carlisle Citadel \| \| \| \| West Coast Main Line \| \| |                      |                               |                               |
| Strecke |                      |                               |                               |
| Bahnhof | 0,0                  | Newcastle Central             | Newcastle Central             |
| Strecke von links (außer Betrieb) · Abzweig geradeaus und ehemals nach rechts | 0,2                  | Newcastle West Junction       | Newcastle West Junction       |
| Strecke (außer Betrieb) · Brücke über Wasserlauf |                      | Tyne (King Edward VII Bridge) | Tyne (King Edward VII Bridge) |
| Strecke (außer Betrieb) · Abzweig geradeaus, nach links und von links |                      | East Coast Main Line          | East Coast Main Line          |
| Strecke (außer Betrieb) · Haltepunkt / Haltestelle | 2,0                  | Dunston                       | Dunston                       |
| Haltepunkt / Haltestelle (Strecke außer Betrieb) · Strecke |                      | Elswick                       | geschlossen 1967              |
| Strecke (außer Betrieb) · ehemaliger Haltepunkt / Haltestelle |                      | Elswick Power Station         | geschlossen 1981              |
| Strecke (außer Betrieb) · Bahnhof | 5,5                  | Metro Centre                  | Metro Centre                  |
| Haltepunkt / Haltestelle (Strecke außer Betrieb) · Strecke |                      | Scotswood                     | geschlossen 1967              |
| Abzweig geradeaus und nach rechts (Strecke außer Betrieb) · Strecke |                      | Scotswood Junction            | Scotswood Junction            |
| Brücke über Wasserlauf (Strecke außer Betrieb) · Strecke |                      | Tyne (Scotswood Bridge)       | Tyne (Scotswood Bridge)       |
| Strecke nach links (außer Betrieb) · Abzweig geradeaus und ehemals von rechts |                      |                               |                               |
| Haltepunkt / Haltestelle | 6,5                  | Blaydon                       | Blaydon                       |
| ehemaliger Haltepunkt / Haltestelle |                      | Stella South Power Station    | geschlossen 1991              |
| ehemaliger Haltepunkt / Haltestelle |                      | Ryton                         | Ryton                         |
| Haltepunkt / Haltestelle | 13,6                 | Wylam                         | Wylam                         |
| Abzweig geradeaus und ehemals von rechts |                      | West Wylam Junction           | West Wylam Junction           |
| Haltepunkt / Haltestelle | 17,0                 | Prudhoe                       | Prudhoe                       |
| Haltepunkt / Haltestelle | 21,1                 | Stocksfield                   | Stocksfield                   |
| Haltepunkt / Haltestelle | 24,8                 | Riding Mill                   | Riding Mill                   |
| Haltepunkt / Haltestelle | 28,5                 | Corbridge                     | Corbridge                     |
| Bahnhof | 33,3                 | Hexham                        | Hexham                        |
| Abzweig geradeaus und ehemals nach rechts |                      | Border Counties Railway       | stillgelegt 1958              |
| Abzweig geradeaus und ehemals nach links |                      | nach Allendale                | stillgelegt 1953              |
| ehemaliger Haltepunkt / Haltestelle |                      | Fourstones                    | Fourstones                    |
| Haltepunkt / Haltestelle | 45,7                 | Haydon Bridge                 | Haydon Bridge                 |
| Haltepunkt / Haltestelle | 52,1                 | Bardon Mill                   | Bardon Mill                   |
| Abzweig geradeaus und ehemals von links |                      | Alston Line von Alston        | stillgelegt 1976              |
| Bahnhof | 59,9                 | Haltwhistle                   | Haltwhistle                   |
| ehemaliger Haltepunkt / Haltestelle |                      | Greenaed                      | Greenaed                      |
| ehemaliger Haltepunkt / Haltestelle |                      | Gilsland                      | Gilsland                      |
| ehemaliger Haltepunkt / Haltestelle | 74,5                 | Low Row                       | Low Row                       |
| Haltepunkt / Haltestelle | 79,3                 | Brampton                      | Brampton                      |
| Strecke von links (außer Betrieb) · Abzweig geradeaus und ehemals nach rechts |                      |                               |                               |
| Kopfbahnhof Streckenende (Strecke außer Betrieb) · Strecke |                      | Brampton Town                 | geschlossen 1923              |
| ehemaliger Haltepunkt / Haltestelle |                      | How Mill                      | geschlossen 1959              |
| Haltepunkt / Haltestelle | 89,6                 | Wetheral                      | Wetheral                      |
| ehemaliger Haltepunkt / Haltestelle |                      | Scotby                        | geschlossen 1959              |
| Abzweig geradeaus und von links |                      | von Settle                    | von Settle                    |
| ehemaliger Bahnhof |                      | Carlisle London Road          | geschlossen 1862              |
| Abzweig geradeaus und nach links |                      | nach Maryport                 | nach Maryport                 |
| Abzweig geradeaus und von links |                      | von Lancaster                 | von Lancaster                 |
| Bahnhof | 97,0                 | Carlisle Citadel              | Carlisle Citadel              |
| Strecke |                      | West Coast Main Line          | West Coast Main Line          |

Die Newcastle and Carlisle Railway, auch bekannt als Tyne Valley Line, ist eine zweigleisige, normalspurige, nicht elektrifizierte Eisenbahnstrecke, die Newcastle upon Tyne mit Carlisle in Cumbria verbindet. Seit ihrer Fertigstellung 1838 wurde sie bis 1862 von der gleichnamigen, 1829 gegründeten Eisenbahngesellschaft betrieben.

## Lage
Die Strecke folgt dem Tal des Tyne.

## Geschichte

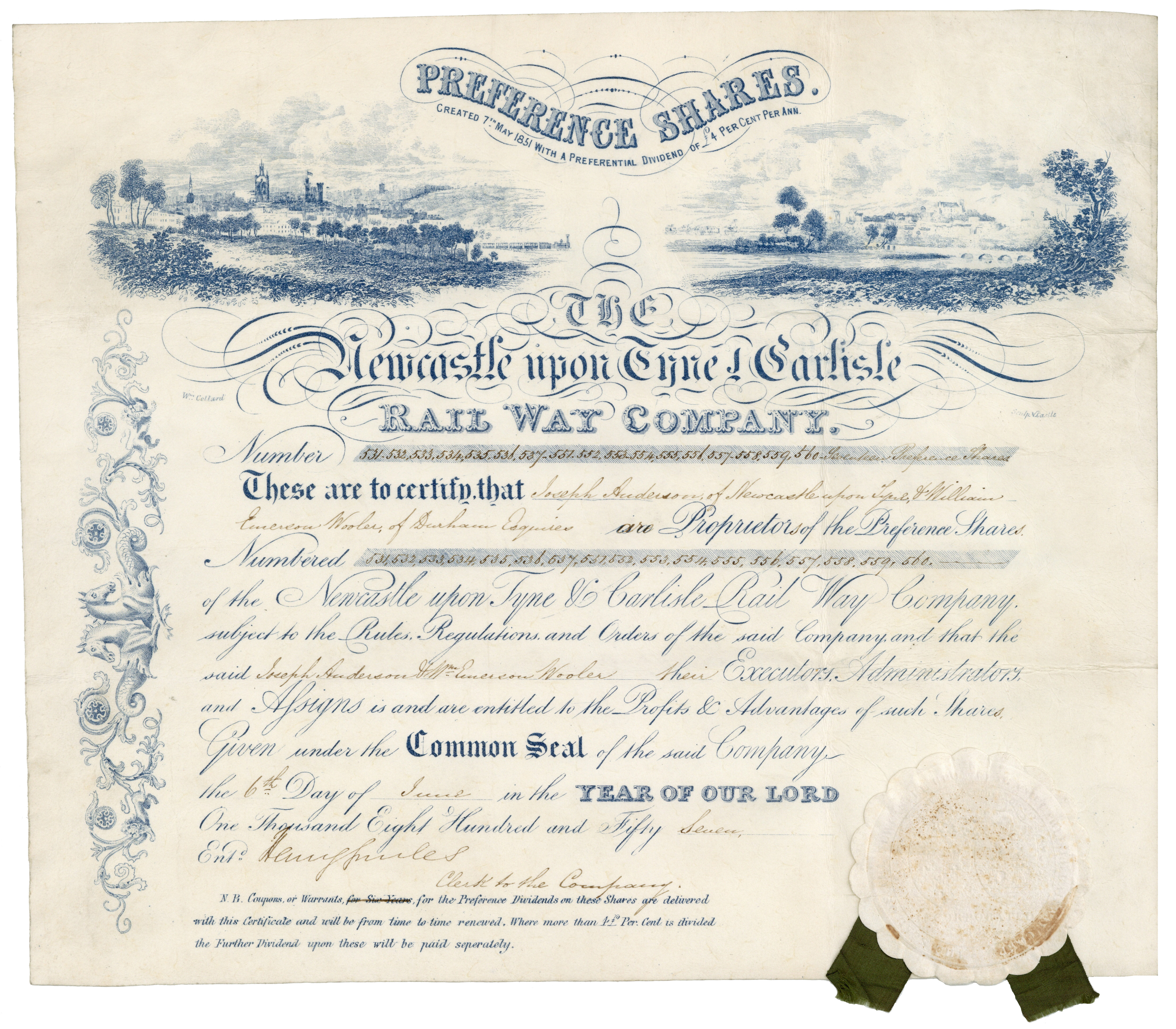
Aktie der Newcastle upon Tyne and Carlisle Railway Company über 17 Preference Shares, ausgestellt am 6. Juni 1857

Errichtet wurde die Strecke von der Newcastle and Carlisle Railway Company (N&CR) aufgrund einer Genehmigung vom 22. Mai 1829 in Abschnitten ab 1834. Chefingenieur war 1828–1836 Francis Giles. Hauptsächlicher wirtschaftlicher Antrieb für den Bahnbau waren die Steinkohle-, Blei- und Eisenerzvorkommen entlang des Tyne-Tals. Zugleich war sie die erste Eisenbahnverbindung zwischen Ost- und Westküste der britischen Insel, die den Gütertransport zwischen dem Industriezentrum Newcastle und Irland sichern sollte. Die Gesamtstrecke wurde am 18. Juni 1838 für den Personenverkehr eröffnet und endete in Carlisle zunächst im Bahnhof London Road. Der Tyne wurde mit einer vorläufigen Brücke – eröffnet am 21. Oktober 1839 – in Scotswood, westlich von Newcastle gequert, so dass die Züge das Stadtzentrum von Newcastle anfahren konnten. Zuvor musste dieser Teil der Reise mit einer Personenfähre durchgeführt werden.
Die N&CR wurde 1862 von der North Eastern Railway (NER) übernommen. Die Züge fuhren den Bahnhof Carlisle Citadel an und der dortige Bahnhof London Road wurde geschlossen. 1870 wurde die letzte der vier nacheinander in Scotswood errichteten Brücken gebaut. 1923 wurde in einem ersten Schritt zur Konsolidierung des Eisenbahnwesens in Großbritannien nach dem Ersten Weltkrieg mit dem Railways Act 1921 die NER zum 1. Januar 1923 in der London and North Eastern Railway (LNER) verschmolzen. 1948 wurde diese verstaatlicht und von der British Rail übernommen.
1982 schloss British Rail die historische Brücke in Scotswood, um Unterhalt zu sparen. Die Strecke zweigte südlich von Newcastle in Gateshead von der East Coast Main Line ab und nutzte deren Brücke, die King Edward VII Bridge, zur Querung des Tyne.

## Denkmalschutz

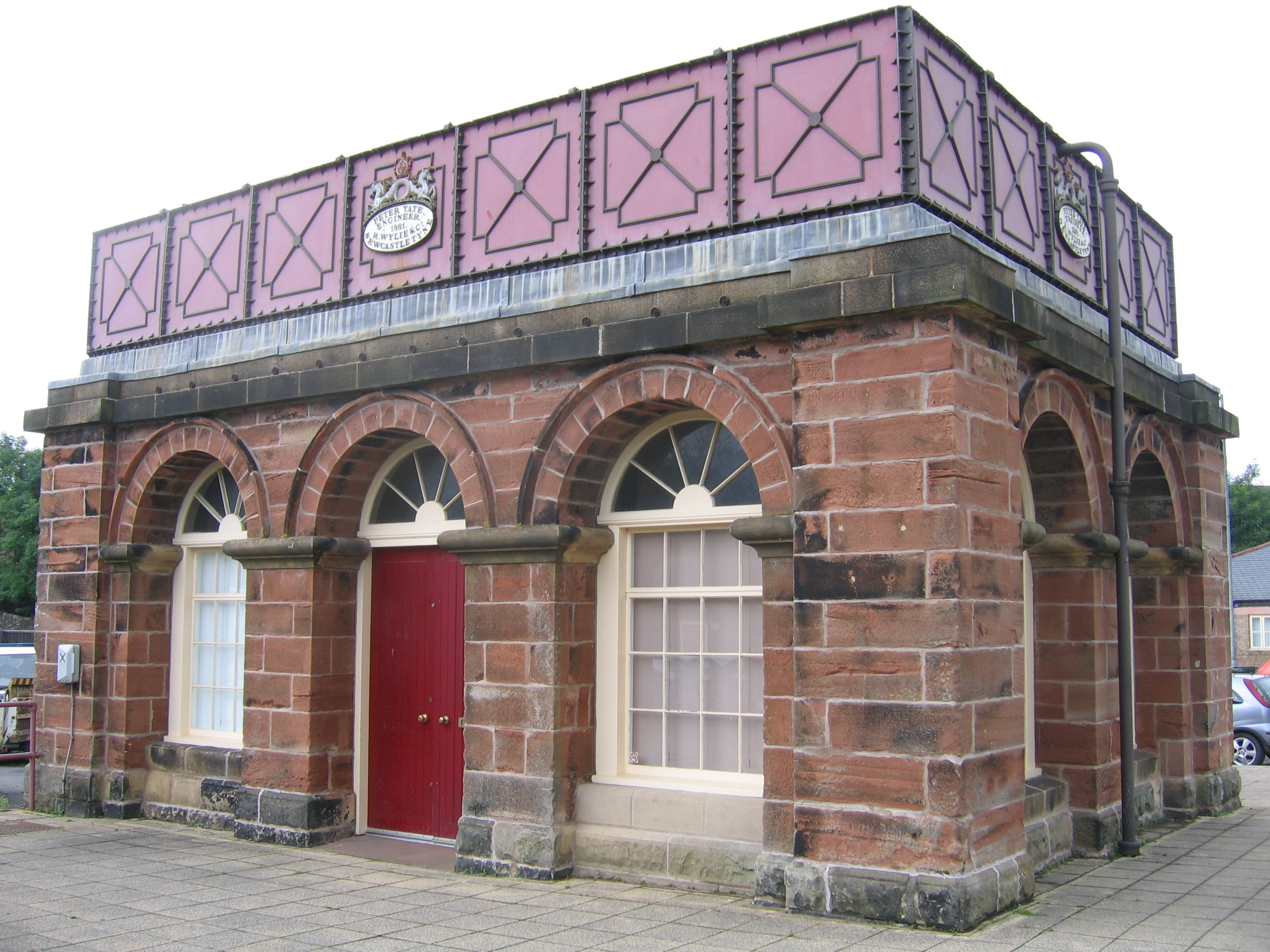
Wasser-Hochbehälter von 1861 zum Befüllen von Dampflokomotiven im Bahnhof Haltwhistle

Fünf Empfangsgebäude und zwei Brücken der Strecke sind als Kulturdenkmäler klassifiziert.
Die Bahntrasse verläuft parallel zum Hadrianswall. Kombinierte Tageskarten, die zudem für die Buslinie AD122 gelten, die von April bis September die Sehenswürdigkeiten des Hadrianswalls anfährt, sind erhältlich. Umsteigemöglichkeiten bestehen in Hexham und Haltwhistle.

## Abzweige
Die Newcastle and Carlisle Railway hatte vier Abzweige:
- Die Border Counties Railway in Hexham, die in Riccarton Junction an das schottische Eisenbahnnetz anschloss. Die Strecke verlor den Personenverkehr 1956 und wurde 1958 größtenteils stillgelegt.
- Die Strecke nach Allendale zweigte ebenfalls hier ab und diente hauptsächlich dem Abtransport von Mineralien. So wurde der Personenverkehr bereits in den 1930er Jahren eingestellt und die Strecke 1953 stillgelegt.
- Von Haltwhistle führte die Alston Line nach Alston, die am Anfang wegen der dortigen Bleiminen errichtet wurde, aber auch dem Personenverkehr diente. Auf der Strecke befand sich das monumentale Lambley Viaduct. Sie war die letzte der Nebenstrecken, die – 1976 – stillgelegt wurde. Ein Teil der Trasse, von Alston ausgehend, wird heute von einer schmalspurigen Museumsbahn, der South Tynedale Railway genutzt und einem anderen Teil der Strecke folgt der South-Tyne-Trail Wanderweg.
- Ein weiterer Abzweig führte vom Bahnhof Brampton zu der gleichnamigen Ortschaft. Diese Strecke wurde bereits 1923 stillgelegt. Die Blockstelle für den Abzweig, Brampton Junction, stellte weiter die Verbindung zur Lord Carlisle’s Railway her, einer Industriebahn, älter als die Newcastle and Carlisle Railway selbst. Die Lord Carlisle’s Railway hatte in Lambley eine Verbindung zur Zweigstrecke nach Alston.

## Verkehr

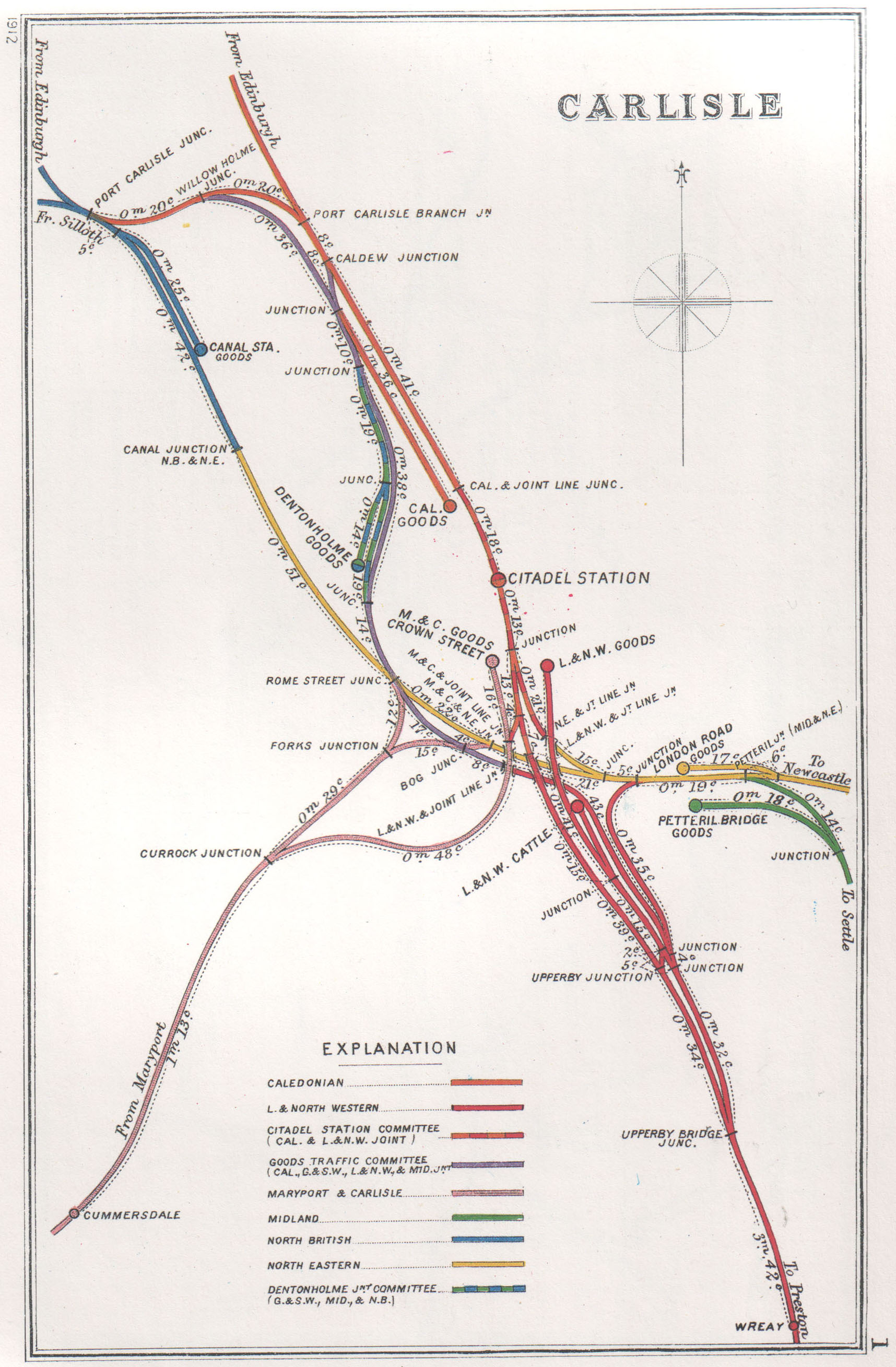
Railway Junction Diagram des Railway Clearing House für Carlisle

Personenverkehr auf der Strecke wird durch die Northern Rail und die First ScotRail mit Dieseltriebwagen angeboten. Im Güterverkehr ist die Strecke stark befahren, hauptsächlich von DB Cargo UK, vormals: English, Welsh and Scottish Railway (EWS). Sie ist zudem die kürzeste Verbindung zwischen der East Coast Main Line und der West Coast Main Line und deshalb im Fall von Sperrungen oder Betriebsstörungen eine wichtige Ausweichstrecke.

## Wissenswert
Im Bahnhof von Brampton (damals: Milton), war 1836 Thomas Edmondson Bahnhofsvorstand und erfand dort das System der Edmondsonschen Fahrkarte.

## Bilder

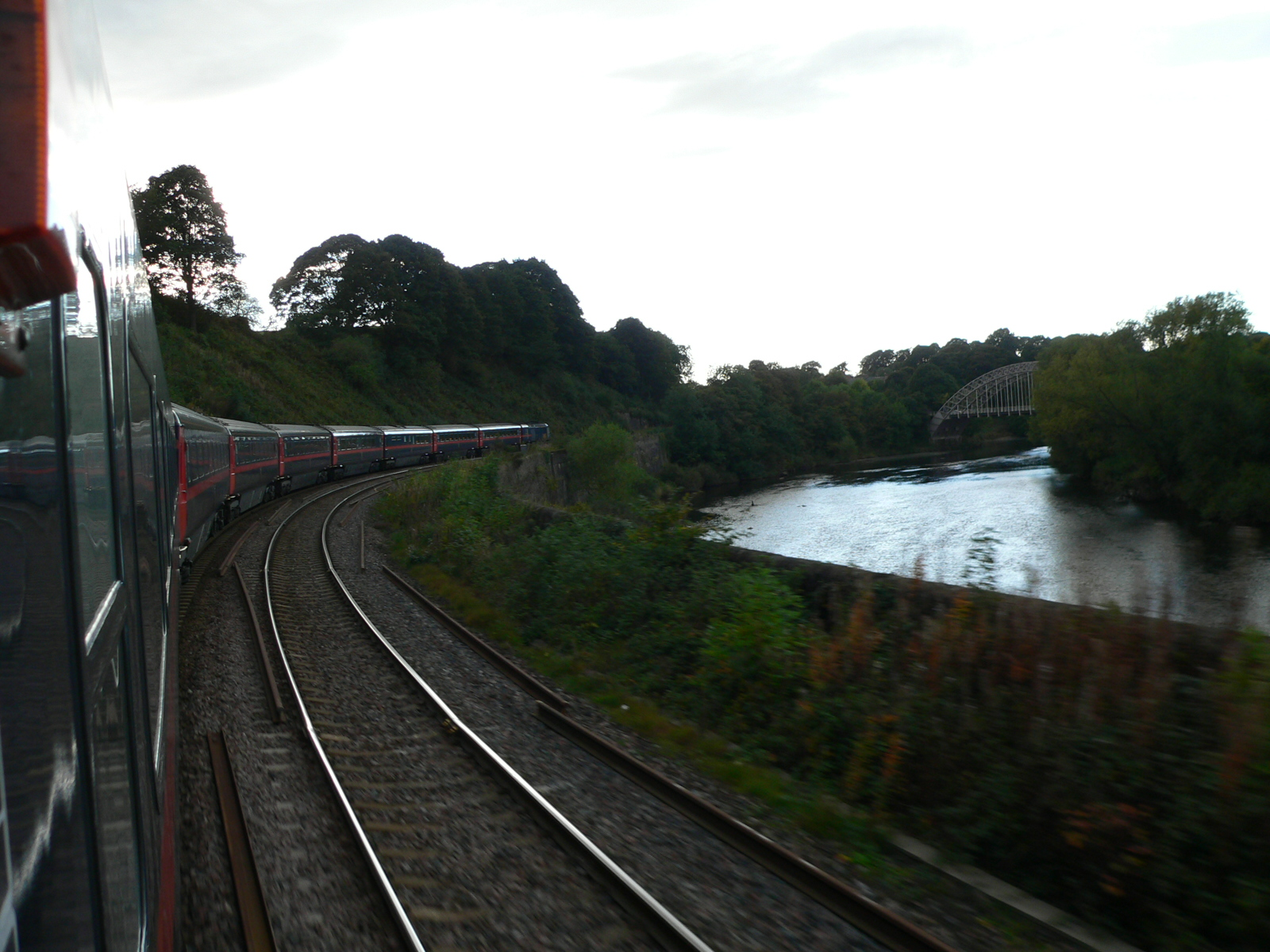
Strecke im Tal des Tyne
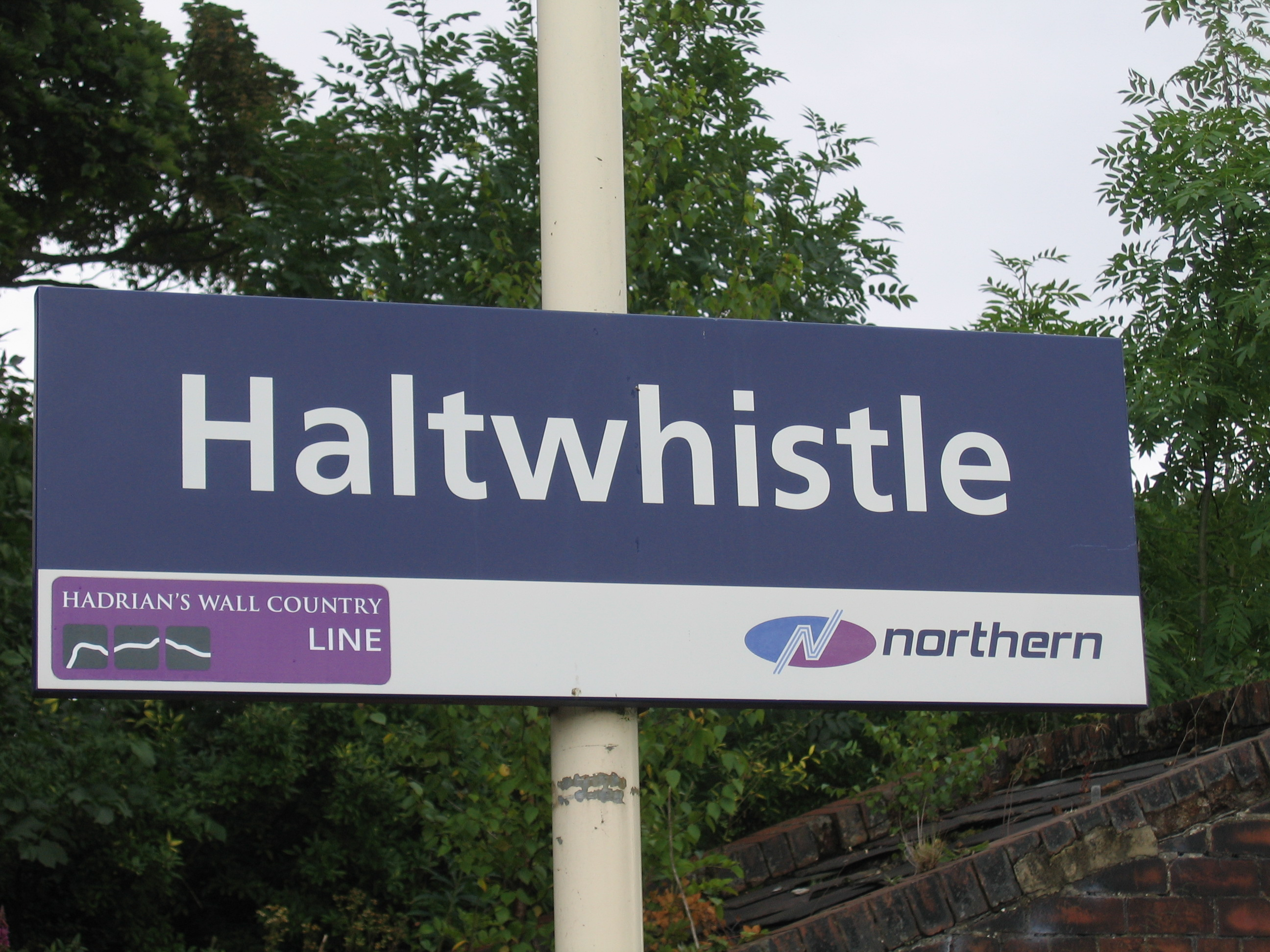
Bahnhofsschild mit Hinweis auf den Hadrianswall
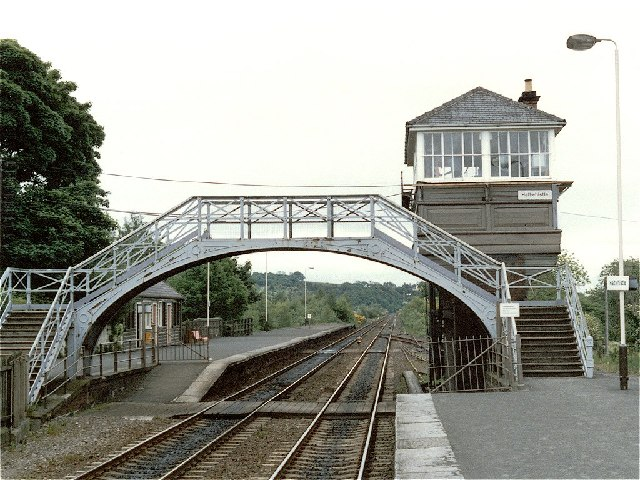
Fußgängerbrücke und Stellwerk von 1901 in Haltwhistle (1988)
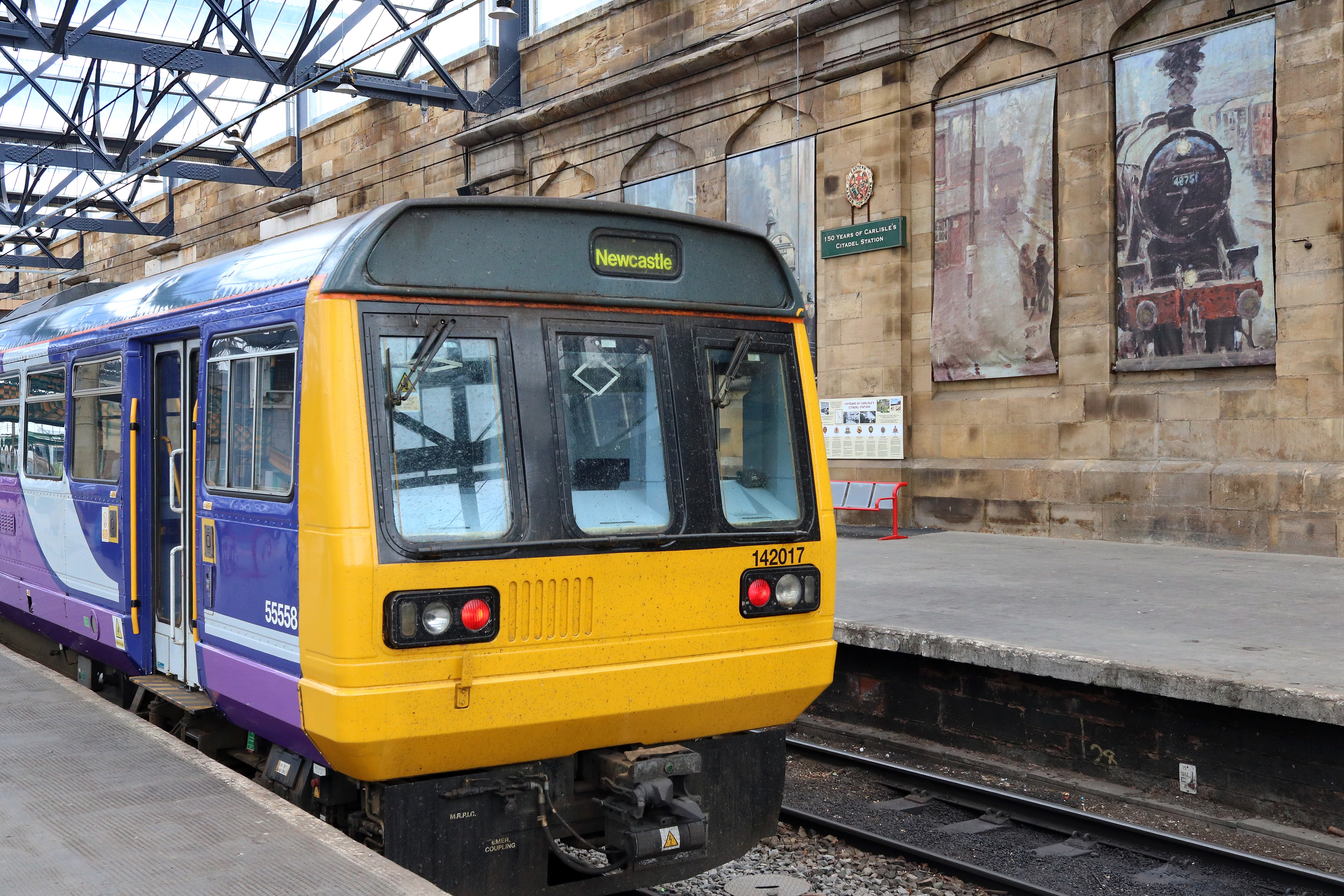
Zug im Bahnhof von Carlisle

## Literatur

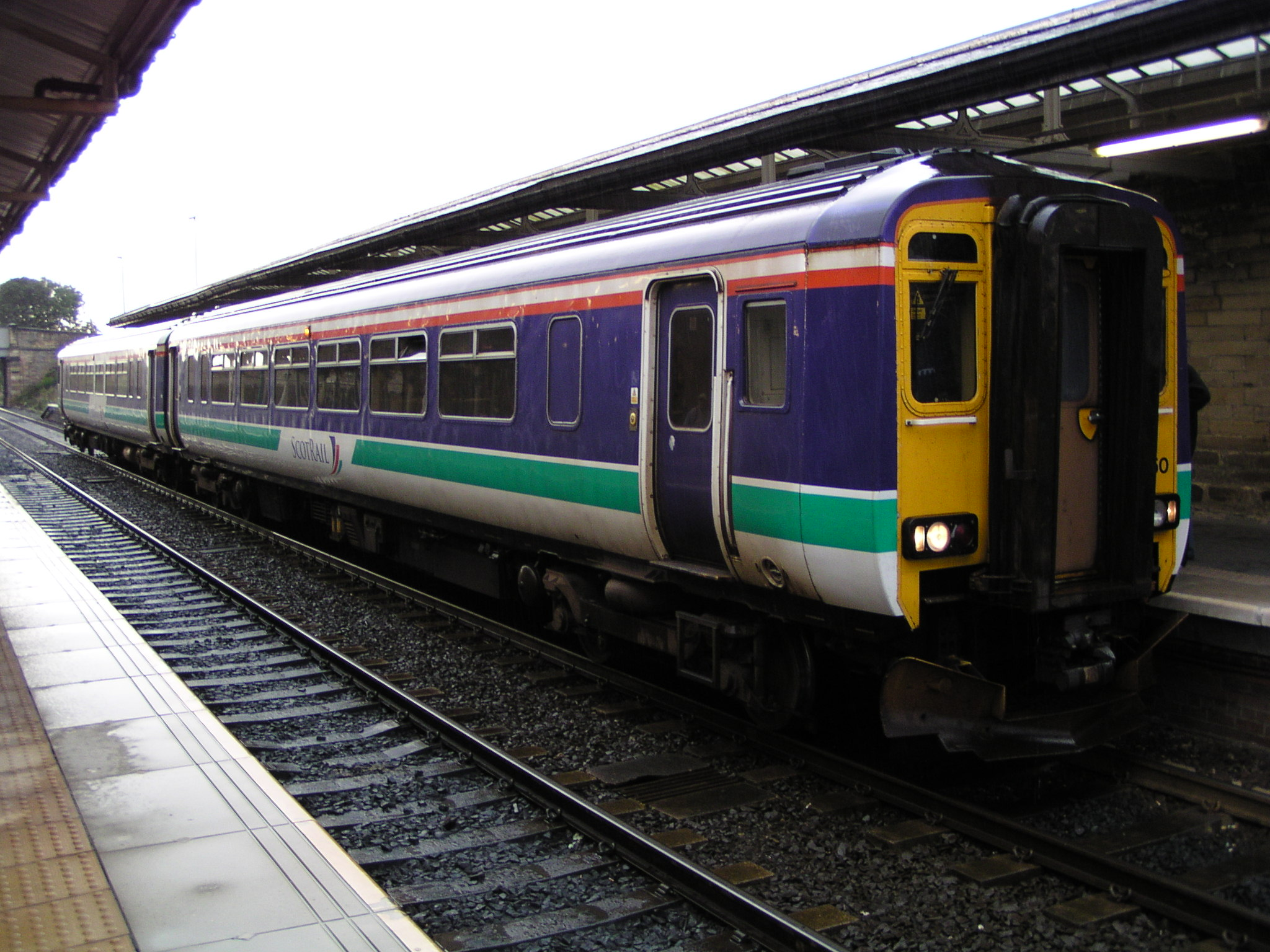
Ein Dieseltriebwagen der BR 156 der ScotRail in Hexham